# Manouba (guvernement)

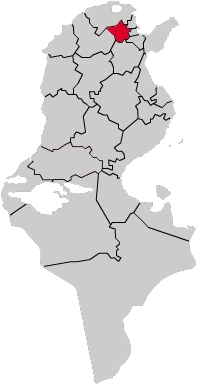
Guvernementet Manoubas läge i Tunisien.

Manouba (arabiska منوبة, Manūbah) är ett guvernement i norra Tunisien, beläget strax väster om landets huvudstad Tunis och är en del av denna stads storstadsområde. Guvernementet har 352 400 invånare (2007) på en yta av 1 060 km². Den administrativa huvudorten är staden Manouba, medan den största staden är Oued Ellil.  

## Administrativ indelning

### Distrikt
Guvernementet är indelat i åtta distrikt:
- Borj El Amri, Djedeida, Douar Hicher, El Battan, Manouba, Mornaguia, Oued Ellil, Tébourba

Distrikten är i sin tur indelade i mindre enheter som kallas sektorer. 

### Kommuner
Guvernementet har nio kommuner:
- Borj El Amri, Den Den, Djedeida, Douar Hicher, El Battan, Manouba, Mornaguia, Oued Ellil, Tébourba

### Historik
Manouba bildades den 1 juli 2000, från att tidigare varit en del av guvernementet Ariana. 